# Amt Calenberg
Das Amt Calenberg war ein historisches Verwaltungsgebiet des Fürstentums Calenberg, später des Königreichs Hannover bzw. der preußischen Provinz Hannover.

## Geschichte
Die Burg Calenberg wurde Ende des 13. Jahrhunderts auf dem Calenberg als welfische Grenzfeste gegen das Hochstift Hildesheim errichtet und diente nach der Zerstörung der Burg Lauenrode (1371) als administratives Zentrum des welfischen Besitzes zwischen Leine und Deister. Zur Großvogtei Calenberg gehörten unter anderem die Goe Gehrden, Seelze, Pattensen, Gestorf, Eldagsen und die Vogtei Langenhagen. Nach der Reformation wurde sie um den Besitz des Klosters Wittenburg vermehrt. Ab dem 17. Jahrhundert wurde der Umfang durch Abtrennung des Amts Springe, der Vogtei Langenhagen (1643) sowie eines Teils der Goe Pattensen (1643/53) auf den Bestand eines Amtes reduziert. 1817 wurde auch das Amt Wennigsen abgetrennt. Damit bestand das nunmehrige Amt Calenberg nur noch aus der Hausvogtei, der Vogtei Rössing, den Goen Adensen, Gestorf und Pattensen (teilweise) sowie den Städten Pattensen und Eldagsen. Sitz des Amtmanns war Schulenburg. Einen Zuwachs erfuhr der Amtssprengel nach Aufhebung der Patrimonialgerichtsbarkeit. Dafür wurden im Zuge der Verwaltungsreform von 1852 Arnum an das Amt Hannover, Bockerode und Mittelrode an das Amt Springe sowie Eddinghausen an das Amt Gronau (Leine) abgegeben. Seit 1867 bildete das Amt Calenberg mit den Ämtern Springe und Wennigsen sowie den amtsfreien Städten Eldagsen, Münder und Pattensen den (Steuer-)Kreis Wennigsen. 1885 wurde es aufgehoben und in den Kreis Springe eingegliedert.

## Gemeinden
Bei seiner Aufhebung (1885) bestand das Amt aus folgenden Gemeinden:
| - Adensen - Alferde - Bennigsen - Boitzum - Gestorf | - Hallerburg - Holtensen - Hüpede - Jeinsen - Lüdersen | - Oerie - Rössing - Schliekum - Schulenburg - Sorsum | - Vardegötzen - Wittenburg - Wülfingen - Wülfinghausen |

- Karte mit allen verlinkten Seiten:
- OSM |
- WikiMap

## Amtmänner
- um 1576: Erich Lorleberg
- um 1620: Heinrich Müller (1586–1664), Oberamtmann auf dem Calenberg

...
- 1777–1791: Julius Staats Heinrich Breymann (1725–1791), Amtmann
- um 1806: Paul Christian Rudolf von Hartmann
- 1818–1844: Georg Friedrich Schmidt, Amtmann, ab 1840 Oberamtmann
- 1845–1852: Carl Heinrich Kohlstedt, Amtmann
- 1853–1866: Bernhard Friedrich Wilhelm von Brandis, Amtmann
- 1866–1867: Franz August Robert von Fumetti, Amtmann
- 1867–1868: Franz Bollert, Amtmann (kommissarisch)
- 1869–1873: Paul Kruchen, Regierungsrat, Amtmann (kommissarisch)
- 1874–1876: Hermann Ludowieg, Regierungsassessor, Amtmann (kommissarisch)
- 1876–1885: Gustav Friedrich Anton Blumenbach, Amtmann